# شهرستان ترگو (کانزاس)
شهرستان ترگو، کانزاس (به انگلیسی: Trego County, Kansas) شهرستانی در ایالات متحده آمریکا است که در کانزاس واقع شده‌است.